# Maruša Ferk Saioni
Maruša Ferk Saioni (* 27. September 1988 in Jesenice, Jugoslawien als Maruša Ferk) ist eine ehemalige slowenische Skirennläuferin. Sie startete in allen Disziplinen.

## Biografie
Ihre ersten FIS-Rennen bestritt Ferk im Dezember 2003 im Alter von 15 Jahren. Im Februar 2006 folgte der erste Einsatz im Europacup. In der Saison 2006/07 wurde sie mit zwei Siegen Zweite der Europacup-Gesamtwertung und Erste der Kombinationswertung. Bei den Juniorenweltmeisterschaften 2007 wurde Ferk Dritte in der Kombination, Vierte im Slalom, Vierte im Super-G und Sechste im Riesenslalom.
Am 21. Januar 2007 fuhr Ferk erstmals in einem Weltcuprennen und erreichte im Riesenslalom in Cortina d’Ampezzo den 18. Platz. Danach wurde sie für die Weltmeisterschaften 2007 in Åre nominiert und belegte sowohl im Slalom als auch im Riesenslalom Rang 26. In der Saison 2008/09 erreichte sie am 30. Januar 2009 als Dritte im Slalom von Garmisch-Partenkirchen ihren ersten Podestplatz. Bis dahin waren drei 15. Plätze ihre besten Resultate gewesen. Kurz darauf nahm Ferk an den Weltmeisterschaften in Val-d’Isère teil und startete in allen Disziplinen. In Super-Kombination fuhr sie als Zehnte zu ihrem besten Ergebnis.
Ein Jahr später, bei den Olympischen Winterspielen in Vancouver erreichte sie als beste Platzierung Rang 15 in der Super-Kombination. Am 6. März 2010 verpasste sie in der Weltcupabfahrt von Crans-Montana als Vierte nur knapp das Podest. Zuvor war ein 13. Platz in der Super-Kombination von Val-d’Isère ihr bestes Ergebnis in der Saison 2009/10 gewesen. Bei den Weltmeisterschaften 2011 in Garmisch-Partenkirchen waren Ferks beste Ergebnisse der neunte Rang in der Super-Kombination und der zwölfte Platz in der Abfahrt. Im Weltcup fuhr sie in der Saison 2010/11 jedoch in keinem Rennen unter die schnellsten 15, doch in der Saison 2011/12 erreichte sie wieder Top-10-Ergebnisse.
Ende Dezember 2014 zog sich Ferk einen Wadenbeinbruch im rechten Bein bei der Abfahrt von Val d'Isere zu, wodurch sie die restliche Saison 2014/15 keine Rennen mehr bestreiten konnte.
In den darauffolgenden Jahren erzielte sie insbesondere in der Kombination wieder Top-Ten-Ergebnisse (z. B. 4. Platz Kombination in Val d'Isere Dezember 2015, 5. Platz Kombination in Crans Montana Februar 2017, 6. Platz Kombination in Crans Montana Februar 2020).
Nach der Saison 2019/20 gehörte sie nicht länger der Nationalmannschaft an, trainierte jedoch in einem internationalen Team, dem auch Alice Robinson angehörte. Seit der Saison 2020/21 ging sie durch ihre Hochzeit mit dem ehemaligen französischen Skirennläufer Christophe Saioni als Maruša Ferk Saioni an den Start. Beide wurden im September 2023 erstmals Eltern einer Tochter.
Nach der Saison 2021/22 verkündete Ferk Saioni ihren Rücktritt.

## Erfolge

### Olympische Spiele
- Vancouver 2010: 15. Super-Kombination, 20. Abfahrt, 23. Slalom
- Sotschi 2014: 10. Super-Kombination, 16. Super-G, 18. Abfahrt, 19. Slalom
- Pyeongchang 2018: 9. Mannschaftswettbewerb, 18. Slalom, 19. Abfahrt, 25. Super-G
- Peking 2022: 9. Kombination, 23. Abfahrt, 23. Super-G

### Weltmeisterschaften
- Åre 2007: 26. Riesenslalom, 26. Slalom
- Val-d’Isère 2009: 10. Super-Kombination, 17. Slalom, 22. Abfahrt, 27. Riesenslalom
- Garmisch-Partenkirchen 2011: 9. Super-Kombination, 12. Abfahrt, 26. Riesenslalom, 27. Super-G
- St. Moritz 2017: 8. Kombination, 23. Abfahrt, 30. Super-G
- Åre 2019: 9. Mannschaftswettbewerb, 16. Alpine Kombination, 33. Abfahrt
- Cortina d’Ampezzo 2021: 10. Alpine Kombination, 22. Abfahrt, 24. Super-G

### Weltcup
- 8 Platzierungen unter den besten zehn, davon 1 Podestplatz

### Weltcupwertungen
| Saison  | Gesamt | Gesamt | Abfahrt | Abfahrt | Super-G | Super-G | Riesenslalom | Riesenslalom | Slalom | Slalom | Kombination | Kombination | Parallel | Parallel |
| Saison  | Platz  | Punkte | Platz   | Punkte  | Platz   | Punkte  | Platz        | Punkte       | Platz  | Punkte | Platz       | Punkte      | Platz    | Punkte   |
| ------- | ------ | ------ | ------- | ------- | ------- | ------- | ------------ | ------------ | ------ | ------ | ----------- | ----------- | -------- | -------- |
| 2006/07 | 111.   | 13     | –       | –       | –       | –       | 42.          | 13           | –      | –      | –           | –           | –        | –        |
| 2007/08 | 94.    | 24     | –       | –       | –       | –       | –            | –            | 39.    | 24     | –           | –           | –        | –        |
| 2008/09 | 51.    | 130    | –       | –       | –       | –       | 42.          | 16           | 19.    | 103    | 37.         | 11          | –        | –        |
| 2009/10 | 44.    | 169    | 32.     | 51      | 32.     | 35      | –            | –            | 29.    | 49     | 13.         | 34          | –        | –        |
| 2010/11 | 58.    | 103    | 30.     | 43      | 50.     | 3       | –            | –            | 46.    | 16     | 18.         | 41          | –        | –        |
| 2011/12 | 45.    | 160    | 23.     | 88      | 40.     | 9       | –            | –            | –      | –      | 6.          | 63          | –        | –        |
| 2012/13 | 114.   | 5      | –       | –       | –       | –       | –            | –            | 52.    | 5      | –           | –           | –        | –        |
| 2013/14 | 59.    | 94     | 33.     | 41      | 32.     | 33      | –            | –            | 50.    | 5      | 16.         | 15          | –        | –        |
| 2014/15 | 121.   | 2      | –       | –       | 55.     | 2       | –            | –            | –      | –      | –           | –           | –        | –        |
| 2015/16 | 60.    | 121    | 38.     | 13      | 50.     | 4       | –            | –            | 32.    | 50     | 14.         | 54          | –        | –        |
| 2016/17 | 62.    | 115    | 49.     | 5       | –       | –       | –            | –            | 29.    | 43     | 10.         | 67          | –        | –        |
| 2017/18 | 58.    | 123    | –       | –       | 54.     | 2       | –            | –            | 25.    | 79     | 13.         | 42          | –        | –        |
| 2018/19 | 77.    | 54     | –       | –       | –       | –       | –            | –            | 30.    | 54     | –           | –           | –        | –        |
| 2019/20 | 75.    | 50     | –       | –       | 50.     | 5       | –            | –            | –      | –      | 12.         | 40          | 42.      | 5        |
| 2020/21 | 78.    | 43     | 45.     | 3       | 29.     | 40      | –            | –            | –      | –      | –           | –           | –        | –        |
| 2021/22 | 103.   | 24     | 43.     | 8       | 46.     | 16      | –            | –            | –      | –      | –           | –           | –        | –        |

### Europacup
- Saison 2006/07: 2. Gesamtwertung, 1. Kombinationswertung, 3. Slalomwertung
- Saison 2007/08. 3. Kombinationswertung
- Saison 2011/12: 8. Gesamtwertung, 4. Kombinationswertung, 6. Slalomwertung
- Saison 2020/21: 9. Super-G-Wertung
- 10 Podestplätze, davon 4 Siege:

| Datum            | Ort            | Land        | Disziplin         |
| ---------------- | -------------- | ----------- | ----------------- |
| 6. Januar 2007   | Melchsee-Frutt | Schweiz     | Slalom            |
| 16. Januar 2007  | St. Moritz     | Schweiz     | Super-Kombination |
| 8. Februar 2012  | Jasná          | Slowakei    | Super-Kombination |
| 11. Februar 2012 | Bad Wiessee    | Deutschland | Slalom            |

### Nor-Am Cup
- Saison 2014/15: 2. Abfahrtswertung
- 2 Podestplätze, davon 1 Sieg

### Juniorenweltmeisterschaften
- Altenmarkt 2007: 3. Kombination, 4. Slalom, 4. Super-G, 6. Riesenslalom, 11. Abfahrt
- Formigal 2008: 4. Slalom, 6. Super-G, 15. Riesenslalom

### Weitere Erfolge
- 7 slowenische Meistertitel (Abfahrt 2010, Super-G 2016, Riesenslalom 2007, Slalom 2017, Kombination 2007, 2010, 2017)
- 5 Siege in FIS-Rennen